# Frederik Sundram
Frederik Sundram (født 17. december 1932, død 14. oktober 2000) var en dansk filmmand.
Frederik Sundram blev født 17. december 1932 i Indien, af Missionær Johan Andersen og Caroline Marie Jakobsen , der begge stammede fra Skagen. Han var tvilling, og havde tre søskende (Elsi, Grethe og en tvillingbror Johan). Familien kom i 1938 tilbage til Danmark.
Efter at have været soldat i forsyningstropperne fik han en uddannelse fra Niels Brock. Han gjorde karriere i filmselskabet Palladium, hvor han i 1955 avancerede til regnskabschef og i 1968 til direktør for Palladium biograferne. Sideløbende med det var han fra 1963 og til 1971 inspektør i Husum Bio, som han i 1978 købte sammen med sin daværende ægtefælle, Eva Sundram, og afhændede til Nordisk Films biografer i 1984.
Sundram var biografdirektør i en periode, hvor der var stort behov for tilpasning til konkurrencen fra TV og video. Derfor skulle en del biografer lukkes, andre ombygges fra store sale til biografer med flere sale i forskellig størrelse, så den samme film kunne flyttes i mindre sale i takt med at der kom færre tilskuere. Sundram fulgte salgstallene meget tæt, og udviklede en næse for, om – og hvor - film skulle sættes op. Branchen betragtede Sundram som "Danmarks dygtigste biografmand".
Han var i perioden 1977-1995 direktør i Nordisk Films biografer, i hvilken periode Palads bio blev ombygget til en multibiograf og Imperial bio blev tilkøbt.

## Eksterne henvisning
- Biografmuseet - Husum Bio Arkiveret 16. februar 2018 hos  Wayback Machine med omtale af Frederik Sundram
- kondigrafen.dk - Historien om Husum Bio Arkiveret 7. april 2013 hos  Wayback Machine